# Турчинова Ганна Володимирівна
Ганна Володимирівна Турчинова, до шлюбу Белиба (нар. 1 квітня 1970, Дніпропетровськ, Українська РСР, СРСР) — українська освітянка, перша леді України (2014). Кандидат педагогічних наук, доцент. Декан факультету природничо-географічної освіти та екології Національного педагогічного університету імені Михайла Драгоманова.

## Життєпис
Народилася 1 квітня 1970 в Дніпропетровську.
Закінчила романо-германський факультет Дніпропетровського університету., аспірантуру Київського лінгвістичного університету.
З 1995 викладає англійську мову в Національному педагогічному університеті імені Михайла Драгоманова.
З 2006 завідувачка кафедри іноземних мов.

## Захоплення
Весь вільний час присвячує захопленню фігурним катанням. У Дніпропетровську відвідувала ковзанку «Метеор». Бачила, як тренувалася Оксана Баюл, проводила заняття Ірина Родніна. У Києві займається на «Атеці» або на Республіканському стадіоні.

## Напад
25 травня 2016 року на Ганну Турчинову напав житель Донецької області, погрожував ножем: «вы у меня, с.. ответите». Поранень не завдав, був заарештований вчасно прибулими поліцейськими.

## Особисте життя
- Чоловік — Олександр Турчинов, колишній Голова Верховної Ради України, колишній в.о. Президента України, Секретар РНБО.
- Син — Турчинов Кирило Олександрович (народ. 28.08.1992; Київ) — активіст ГО «Народний фронт молоді», 2014—2016 — військовослужбовець Національної гвардії України, аспірант Інституту законодавства Верховної Ради України, закінчив Київський національний економічний університет імені Вадима Гетьмана[1].
- Батько — Белиба Володимир Кузьмич[4].
- Мати — Белиба Тамара Петрівна[4].